# The Art of Action: Martial Arts in Motion Picture
The Art of Action: Martial Arts in Motion Picture es una película de acción y documental de 2002, dirigida por Keith R. Clarke, que a su vez la escribió, musicalizada por Steve Rucker, en la fotografía estuvo Steven Finestone y los protagonistas son Samuel L. Jackson, Jackie Chan y Sammo Kam-Bo Hung, entre otros. El filme fue realizado por Columbia TriStar Films y Point Blank Productions, se estrenó el 1 de junio de 2002.

## Sinopsis
Se da a conocer la historia de los largometrajes de artes marciales, desde sus orígenes en China hasta la actualidad, narrado por Samuel L. Jackson.